# دیک‌اویا
دیک‌اویا (به لاتین: Dickoya) یک منطقهٔ مسکونی در سری‌لانکا است که در استان مرکزی (سری‌لانکا) واقع شده‌است.